# Pierre Fradet
Pour les articles homonymes, voir Fradet.
Pierre Fradet, né le 20 septembre 1833 à Saints-Gervais-et-Protais et mort le 27 juin 1910 à Québec, est un homme politique québécois, député conservateur.

## Biographie
Charpentier de métier, il a représenté le district électoral de Bellechasse à l'Assemblée législative du Québec de 1875 à 1878 en tant que conservateur. Né à Saint-Gervain-et-Protais, dans le comté de Bellechasse au Bas-Canada, il est le fils d'Ambroise Fradet et d'Angèle Gonthier. En 1856, il s'est marié avec Louise Lachance. Fradet a été défait par Pierre Boutin lors de l'élection de 1878. Il est mort dans la ville de Québec à l'âge de 76 ans et a été enterré au cimetière Notre-Dame-de-Belmont.